# Djursdala församling
Djursdala församling var en församling i Linköpings stift inom Svenska kyrkan. Församlingen låg i Vimmerby kommun i Kalmar län. Församlingen uppgick 2002 i Södra Vi-Djursdala församling.
Församlingskyrka var Djursdala kyrka.

## Administrativ historik
Församlingen har medeltida ursprung. 
Församlingen utgjorde till 2002 annexförsamling i pastoratet Södra Vi och Djursdala. Församlingen uppgick 2002 i Södra Vi-Djursdala församling.
Församlingskod var 088407.

## Komministrar
| Ämbetstid | Namn                    | Levnadstid | Övrigt |
| --------- | ----------------------- | ---------- | ------ |
| 1948–1950 | Nils Erik Olof Aronsson | 1911–      | [ 4 ]  |